# Ectophasia sinensis
Ectophasia sinensis är en tvåvingeart som beskrevs av Villeneuve 1933. Ectophasia sinensis ingår i släktet Ectophasia och familjen parasitflugor. Inga underarter finns listade i Catalogue of Life.